# Henri Rillart de Verneuil
Pour les articles homonymes, voir Verneuil.
Henri Rillart de Verneuil, né à Faverelles (Loiret) le 17 décembre 1870 et mort le 26 août 1948 à Paris, est un propriétaire agricole et un homme politique français.

## Biographie
Marie-Victor-Henri Rillart de Verneuil, dit Henri, est né le 17 décembre 1870 au château du Puits à Faverelles dans le Loiret, propriété de la famille de sa mère où ses parents, Charles-Louis-Marie Rillart de Verneuil et Marie-Marguerite Boitel de Dienval, avaient trouvé refuge face à l'avancée prussienne. 
La famille Rillart de Verneuil est une famille laonnaise, aujourd'hui éteinte, connue depuis l'an 1550, qui accéda à la noblesse par l'acquisition d'une charge de secrétaire du Roi de la Grande Chancellerie de France le 13 avril 1676 en la personne de Jacques II Rillart,(1625-1696), son fils, le chevalier Mathieu-Jacques Rillart, (1655-1732), devint seigneur de Verneuil par acquisitions successives de la succession de la famille Thuret à partir du 9 mai 1689. 
Henri de Verneuil fait ses études avec son frère aîné et son frère cadet au collège Stanislas à Paris de 1880 à 1884. En 1889, il s'engage pour cinq années dans l'armée, d'abord aux chasseurs, puis aux spahis et enfin aux hussards dont il finit lieutenant de réserve au 6e régiment. Le 11 septembre 1895, il épouse civilement et religieusement en la commune de Verneuil-Courtonne, aujourd'hui Moussy-Verneuil, Marie-Louise-Félicie-Gabrielle de Berthoult de Hautecloque (château de Guimerville, à Saint-Just-en-Chaussée, 1868-1850, château de la Bôve, à Bouconville-Vauclair), veuve du comte Lachaud, fille de Jean-Louis-Adrien, comte de Berthoult de Hautecloque, ancien officier de la Garde impériale, et de Berthe Le Grand. 
Le 26 novembre 1893, il acquiert le château de La Bôve, ancienne résidence de la duchesse de Narbonne-Lara, partiellement ruiné, dont il fit modifier et agrandir l'ancien pavillon du régisseur dans un style composite tendant vers l'Art nouveau durant une campagne de construction de 1899 1901 ; il ajouta en 1907 une chapelle dédiée à Notre-Dame de Lourdes. Hospitalier de Lourdes avec son épouse, il est fait commandeur de l'ordre de Saint Grégoire le Grand par bref pontifical du 10 janvier 1910. 
Lors de la mobilisation générale du 2 août 1914, il rejoint en tant que lieutenant le 6e chasseur, escadron divisionnaire, 1re division, 1er corps d'armée, dans l'Est de la France. Son épouse s'engage comme infirmière militaire. Blessé au front par un éclat d'obus le 31 octobre 1916, cinq fois cité à l'ordre du jour, chevalier de la Légion d'honneur le 24 avril 1917, il finit la guerre avec le grade de capitaine du 6e chasseur, non sans avoir fourni les informations qui amenèrent à l'anéantissement de son château de La Bôve, où se tenait l'état-major de l'armée allemande sur le Chemin des Dames. Le château fut reconstruit après l'Armistice dans un style inspiré des folies du règne de Louis XV et la nouvelle chapelle dans le style classique XVIIIe siècle fut bénie en 1932.

## Carrière politique
De 1901 à 1910, il exerce la fonction de maire de Bouconville, puis celle de conseiller général du canton de Craonne jusqu'en 1940. Il est élu pour la première fois député de l'Aisne sous l'étiquette Entente républicaine démocratique, du 16 novembre 1919 à mai 1924, deux fois sous l'étiquette Union républicaine démocratique, du 11 mai 1924 à mai 1932, et enfin sous l'étiquette Républicain et social du 8 mai 1932 au 6 mai 1934, date à laquelle il devient sénateur, durant deux mandats jusqu'au 21 octobre 1945, siégeant au sein du groupe parlementaire de la Fédération républicaine, puis de l'Action nationale républicaine et sociale. 
Léon Daudet écrit : « La fougue et la présence d'esprit sont les deux qualités de l'interruption, qui n'est pas une arme négligeable. Parmi les meilleurs interrupteurs on compte MM. Rillart de Verneuil... »
Réélu le 10 janvier 1939, il vote le 10 juillet, en faveur de la remise des pleins pouvoirs au maréchal Pétain. Il ne retrouve pas de mandat parlementaire après la Libération.
Il est mort à Paris, en son appartement du 7, avenue Montaigne, le 26 août 1948.

### Sources
- Charles-Henri de Gouzillon de Belizal, Histoire et généalogie de la Maison Rillart  (ISBN 2-9516278-0-7)
- « Henri Rillart de Verneuil », dans le Dictionnaire des parlementaires français (1889-1940), sous la direction de Jean Jolly, PUF, 1960 [détail de l’édition]